# خالد الدغيثر
خالد فهد إبراهيم الدغيثر ولد في 28 نوفمبر مذيع سعودي في قناة العربية الفضائية، يقدم  نشرات أخبار رياضية.